# Bram van der Stok
Bram van der Stok est un pilote de chasse et un historien néerlandais.

## Biographie
Il est né le 13 octobre 1915 à Pladju, à Sumatra, aux Indes néerlandaises. Il grandit à Sumatra et part faire son lycée en Suisse. En 1934, il s'inscrit en faculté de médecine à l'université de Leyde. S'intéressant beaucoup aux sports universitaires - il pratique notamment l'aviron et le hockey sur glace - et à l'aviation, il décide en 1937, après avoir consulté son père, de suivre une formation de pilote militaire à la base aérienne de Soesterberg, où il devient officier-pilote de réserve. Après sa formation de pilote, il reprend ses études de médecine à l'université d'Utrecht.
En mai 1940, lors de la Seconde Guerre mondiale il abat son premier Messerschmitt Bf 109. En 1941, il réussit à quitter les Pays-Bas et rejoint l'Écosse. Il rejoint la Royal Air Force et entre 1942 à 1943 il abat six avions de la Luftwaffe.
Le 12 avril 1942, son Spitfire est abattu au-dessus de la France, il est arrêté à Saint-Omer. Il est envoyé au camp Stalag Luft III. Le 24 mars 1944 il s'évade du camp lors de « la Grande Évasion » , il est le 18e des 76 prisonniers à s'évader. Il marche jusqu'à Utrecht et rejoint la résistance belge. Avec deux officiers américains, ils traversent la France et arrivent en Espagne. Il atteint Gibraltar le 8 juillet 1944 et retourne à Bristol le 11 juillet 1944. Il reprend un Spitfire dans l'escadron 91. En 1945 il apprend que ses deux frères sont morts en camp de concentration et son père a été assassiné par la Gestapo.
En 1951, il devient médecin à l'université d'Utrecht et émigre aux États-Unis. Après une formation de gynécologue à l’Uuniversité de Syracuse, il exerce au Nouveau-Mexique puis travaille pour la NASA à Huntsville (Alabama).
Il décède le 8 février 1993 à Virginia Beach en Virginie, aux États-Unis.
Il est le militaire néerlandais le plus décoré de l'histoire du royaume.